# Longdon (Staffordshire)
Longdon is een civil parish in het bestuurlijke gebied Staffordshire Moorlands, in het Engelse graafschap Staffordshire.